# Stefan Guzy
Stefan Guzy (* 1980) ist ein deutscher Plakatgestalter, Typograf, Druckgrafiker, Verleger und Handschriftenforscher.

## Leben und Wirken
Guzy studierte von 2001 bis 2007 an der Universität der Künste Berlin Visuelle Kommunikation unter Stefan Sagmeister, Holger Matthies, Daniela Haufe/Detlef Fiedler und Melchior Imboden. Er gründete 2000 in Berlin das Design-Studio Zwölf (seit 2007 mit seinem Partner Björn Wiede), das vor allem für seine typografischen Plakate (José González, William Fitzsimmons) und experimentellen Produktdesigns (Ruin, Elyjah) international mehrfach ausgezeichnet wurde, so mehrfach mit dem Certificate of Typographic Excellence des Type Director Clubs New York (2007–2016), dem Art Directors Club Award in Gold (2008) und Silber (2010) und dem European Design Award in Gold (2010) und Silber (2009). Seine Arbeit war auf verschiedenen Poster-Biennalen wie Warschau, Moskau, Toyama, Lahti und Teheran zu sehen. Mit der Gestaltung des Plakates der Kieler Woche erregte das Studio 2015 Aufsehen. In Jurys wurde er u. a. für den 90. Art Directors Club New York Annual Award und den Wettbewerb 100 Beste Plakate gewählt.
2016 wurde er zusammen mit Björn Wiede in den internationalen Gestalterverband Alliance Graphique Internationale berufen.
Der von ihm 2020 mitgegründete Verlag Handsiebdruckerei Editionen verlegt Serigrafien von Künstlern wie André Butzer, Albert Oehlen, Susanne Kriemann, Michaela Eichwald und Stefan Marx. Die Arbeiten entstehen in der eigenen Druckwerkstatt in Berlin-Kreuzberg.
An Sonderpostwertzeichen gestaltete Stefan Guzy für das Bundesministerium der Finanzen die Briefmarken „25 Jahre Haus der Geschichte“ und „70 Jahre Yad Vashem“.

## Lehre
Stefan Guzy lehrte als Gastprofessor und war Lehrbeauftragter für Visuelle Kommunikation, Typografie und Druckgrafik an verschiedenen Hochschulen, u. a. an der Bauhaus-Universität Weimar, der Kunsthochschule Burg Giebichenstein Halle, der Hochschule Düsseldorf und der Hochschule für Künste Bremen. 2025 wurde er zum Gastprofessor für Visuelle Identitäten an der Folkwang Universität der Künste in Essen berufen.

## Voynich-Manuskript
Aufbauend auf einer Analyse von Archivmaterial u. a. aus dem Finanz- und Hofkammerarchiv Wien, in dem heute die Registratur der kaiserlichen Hofkammer überliefert ist, konnte Guzy, der auch über alte Handschriften forscht, den Augsburger Arzt und Handschriftenhändler Carl Widemann als möglichen Vorbesitzer des bisher nicht einschlüsselten Voynich-Manuskriptes ausfindig machen. Widemann verkaufte 1599 ein Konvolut von Handschriften an den alchemiebegeisterten Kaiser Rudolf II., in dem sich die Handschrift befunden haben soll.